# Siegfried Jägendorf
Siegfried Jägendorf, ursprünglich Schmiel Jägendorf (* 1. August 1885 in Zwiniacze (nördliche Bukowina, heute Swenjatschyn); † 5. September 1970 in Sun City, heute Menifee, Kalifornien), war ein österreich-ungarischer, dann rumänischer und schließlich US-amerikanischer Elektrotechniker und Ingenieur. Selbst Jude, rettete er als Leiter eines kriegswichtigen Betriebes in Transnistrien rund 10.000 Juden vor dem Holocaust.

## Herkunft, Ausbildung und Familie
Schmiel Jägendorf war einziger Sohn und jüngstes Kind von Abraham Jägendorf und dessen Ehefrau Hannah Bassie Jägendorf, geborene Offenberger. Er wuchs im provinziellen, kleinbürgerlichen und orthodox-jüdischen Milieu auf. Sein Vater betrieb eine Wassermühle.
Nach einigen Jahren traditionell-religiöser Erziehung besuchte er vier Jahre lang ein Gymnasium. Anschließend absolvierte Schmiel eine dreijährige Ausbildung im Bereich Maschinenbau an der Technischen und Gewerblichen Lehranstalt Wien. Während der Wiener Jahre war er Mitglied einer zionistischen Studentenorganisation. Jägendorf studierte ferner am Technikum Mittweida Ingenieurwesen mit Schwerpunkt Werkzeugbau. Das Studium schloss er am 31. Mai 1907 mit einem Diplom in Elektrotechnik und Maschinenbau ab.
Am 9. Mai 1909 heiratete Jägendorf, der mittlerweile den Vornamen Siegfried gewählt hatte, in Radautz Hinde (später Hilda) Feller, Tochter des Eigentümers eines Fischverarbeitungsbetriebes in Radautz. Aus der Ehe gingen zwei Töchter hervor, die weltlich erzogen wurden.

## Werdegang bis 1938
Im Ersten Weltkrieg diente Jägendorf als Oberleutnant der  k.u.k. Armee. Er leitete unter anderem die Konstruktion eines Elektrozauns, die einen Grenzabschnitt zwischen der Bukowina und Russland sicherte.
Nach dem Krieg wurde Jägendorf in Wien Angestellter der Siemens-Schuckertwerke. 1922 trat er für dieses Unternehmen den Posten des Direktors der Verkaufs- und Kundendienstniederlassung in Czernowitz an. Mit dem Umzug in die Hauptstadt der Bukowina nahm Jägendorf, der mit seiner Familie einen großbürgerlichen Lebensstil pflegte, die rumänische Staatsbürgerschaft an.
Ab 1923 arbeitete Jägendorf vier Jahre lang als Generaldirektor von Foresta, der Gesellschaft für die Holzindustrie in der Bukowina. Anschließend machte er sich selbstständig, zunächst mit einer Kohlebrikett-Fabrik in Wien, dann mit einer Radio-Fabrik in Czernowitz. Beiden Unternehmungen war kein Erfolg beschieden.

## Judenrettung
1938, nach dem „Anschluss Österreichs“, floh Jägendorf aus Wien nach Rumänien. Seine Töchter wanderten zusammen mit ihren Ehemännern 1938 beziehungsweise 1939 in die Vereinigten Staaten aus; Versuche der Eheleute Siegfried und Hilda Jägendorf, ihren Töchtern dorthin zu folgen, scheiterten.
Am 12. Oktober 1941 wurden die Eheleute Jägendorf zusammen mit fast der gesamten jüdischen Bevölkerung von Radautz mit Viehwaggons nach Transnistrien deportiert, ein Gebiet, das zu Beginn des Deutsch-Sowjetischen Krieges von Truppen der Wehrmacht und der rumänischen 3. sowie 4. Armee erobert worden war. Das faschistische und antisemitische Regime des rumänischen Diktators Ion Antonescu hatte zuvor beschlossen, die Bukowina, Bessarabien und Dorohoi von zusammen rund 140.000 bis 150.000 Juden durch Vertreibungen zu „säubern“. Die rumänische Verwaltung in Transnistrien verweigerte den Deportierten Nahrung, Wasser, Unterkunft, Heizmaterial, Kleidung, Seife und Medizin. Als die Rote Armee der Sowjetunion im März 1944 das Gebiet zurückeroberte, lebten von den 140.000 bis 150.000 deportierten Juden noch rund 50.000.
Bereits vor der Deportation war es Jägendorf gelungen, in die Spitze der jüdischen Gemeinde von Radautz aufzusteigen, denn zur Wahrung jüdischer Interessen hatte er im Umgang mit den rumänischen Behörden mehrfach Geschick bewiesen. Auch in Moghilev-Podolski, dem Ort, an den die Eheleute Jägendorf deportiert wurden, galt Siegfried Jägendorf als führender Repräsentant der Juden. Gekleidet mit einer rumänischen Offiziersuniform – infolge antisemitischer Bestimmungen war er Anfang 1940 aus der rumänischen Armee ausgesondert worden – suchte Jägendorf am Tag nach seiner Ankunft den deutschen Stadtkommandanten auf, um sich über die Lage zu informieren. Rasch kontaktierte Jägendorf auch den rumänischen Präfekten der Stadt, der wie er in der k.u.k. Armee gedient hatte. Jägendorf bot an, in der vom Krieg stark zerstörten Stadt das Elektrizitätswerk und die Maschinenfabrik Turnatoria wieder in Gang zu setzen, sofern er dafür jüdische Fachleute und Arbeiter rekrutieren dürfe. Beide Vorhaben wurden gestattet. Aus Moghilev und umliegenden Lagern rekrutierte Jägendorf rund 10.000 deportierte Juden, die damit der Zwangsarbeit und „Evakuierungen“ entzogen waren.  Innerhalb seines Direktionsbereichs agierte Jägendorf autoritär und duldete keinen Widerspruch.

## Nachkriegszeit
Nachdem die Kriegsniederlage der Wehrmacht absehbar wurde und Antonescu die Zusammenarbeit mit den Alliierten suchte, konnte Wilhelm Filderman, der führende Vertreter der rumänischen Juden, die Repatriierung von Jägendorf und einiger seiner wichtigsten Mitarbeiter nach Rumänien erwirken. Sie erfolgte am 7. März 1944. Die Eheleute Jägendorf gelangten über Czernowitz, Radautz und Botoșani nach Bukarest.
Ende August 1946 verließ das Ehepaar Jägendorf Rumänien mit dem Ziel, in die Vereinigten Staaten auszuwandern. Sie erreichten die neue Welt am 23. Dezember 1946. Im Gepäck der Mittellosen befanden sich die Akten des Jüdischen Komitees in Moghilev. Siegfried Jägendorf trug sich mit Überlegungen, auf dieser Aktenbasis Wiedergutmachungsklagen gegen Deutschland anzustrengen. 1948 zogen Siegfried und Hilda Jägendorf nach Kalifornien. Der Ingenieur fand eine Anstellung beim Elektrizitätsunternehmen Fischbach & Moore. Dort stieg er zum Leiter der Kalkulationsabteilung in Los Angeles auf.
1956 begann er mit der Niederschrift seiner Memoiren. Nach mehr als zehn Jahren schloss er dieses Projekt ab und reiste zur Holocaust-Gedenkstätte Yad Vashem in Jerusalem. Ihr bot er das Archiv des Jüdischen Komitees unter der Bedingung an, die Gedenkstätte müsse seine Erinnerungen in der vorliegenden Form veröffentlichen. Die Verantwortlichen in Jerusalem bestanden allerdings auf vorheriger Prüfung der in den Erinnerungen gemachten Aussagen. Aus diesem Grund zerschlugen sich die Aktenübergabe und die Publikationspläne.
Siegfried Jägendorf starb am 5. September 1970 im Zuge einer Krebserkrankung an Herzversagen. Der amerikanische Publizist Aron Hirt-Manheimer veröffentlichte die Erinnerungen 1991 unter dem Titel Jagendorf’s Foundry: Memoir of the Romanian Holocaust 1941–1944 zusammen mit ausführlichen Kommentaren der einzelnen Kapitel. Die deutsche Übersetzung erschien 2009.